# Synasterope knudseni
Synasterope knudseni är en kräftdjursart. Synasterope knudseni ingår i släktet Synasterope och familjen Cylindroleberididae. Inga underarter finns listade i Catalogue of Life.